# اشله
اشله (به لاتین: Əşlə) یک منطقه مسکونی در جمهوری آذربایجان است که در شهرستان لنکران واقع شده است. اشله ۳۱۷ نفر جمعیت دارد.